# Piper ciliomarginatum
Piper ciliomarginatum är en pepparväxtart som beskrevs av Görts & Christenh.. Piper ciliomarginatum ingår i släktet Piper och familjen pepparväxter. Inga underarter finns listade i Catalogue of Life.